# Red River Bridge-konflikten
Red River Bridge-konflikten (ofte omtalt som brokrigen eller betalingsbrokrigen) var en konflikt i 1931 mellem de amerikanske stater Oklahoma og Texas hvor stridspunktet var to broer over Red River: En aldrende bro med et bompengeanlæg og en nybygget bro i nærheden med gratis passage.
Red River Bridge-selskabet, havde drevet betalingsanlægget ved broen over floden mellem Durant i Oklahoma og Denison i Texas. Broen var en del af U.S. Route 69 og U.S. Route 75. Texas og Oklahoma havde i fællesskab bygget den nye bro nordvest for den eksisterende betalingsbro.
Den 10. juli 1931 fik Red River Bridge-selskabet ved retten nedlagt et forbud mod den texanske vejmyndighed "Texas Highway Commission" (nu Texas Department of Transportation), som forbød dem at åbne den nye bro for offentlig trafik. Selskabet hævdede at Texas vejmyndigheder havde lovet at købe den gamle betalingsbro for 60.000 dollar, hvilket vejmyndighederne nægtede. Som reaktion på forbuddet beordrede Texas guvernør at den nye bro skulle barrikaderes på Texas-siden af broen.
Den 16 juli underskrev Oklahomas guvernør, "Alfalfa Bill" Murray et dekret som åbnede broen for offentlig trafik. Murray åbnede broen på baggrund af traktaten der lagde grund for Louisiana-købet i 1803 som fastlagde at begge kyststrækninger i det pågældende område befandt sig i Oklahoma og Texas ikke havde juridisk hjemmel til at lukke broen. Murray sendte derfor et arbejdssjak over broen for at fjerne barrikaderne på den anden side af floden.
Guvernør Sterling sendte samme nat Adjutantgeneral William Warren Sterling og tre Texas Rangers til den nye bro for at beskytte de texanske arbejdere som håndhævede det texanske forbud og for at genopbygge barrikaderne. På guvernør Murrays ordre ødelagde arbejdere den følgende dag tilkørslen til betalingsbroen på Oklahomasiden hvorved bropassage i køretøjer blev umuliggjort.
Texas lovgivende forsamling trådte ekstraordinært sammen den 23. juli for at stemme om en lov som ville gøre Red River bridgeselskabet i stand til at sagsøge staten. Dette skete delvist på grund af et folkeligt pres fra byerne Sherman og Denison i Texas hvor man krævede at den nye afgiftsfrie bro skulle åbnes. Den følgende dag indførte guvernør Murray krigsretstilstand i området som blev håndhævet af Oklahomas nationalgarde. Et retslig påbud i Oklahoma betød at broen ikke måtte blokeres og garderne der bevogtede broen blev beordret til at lade alle der ønskede det passere begge broer i begge retninger.
Da Murray den 27. juli erfarede at broen var i fare for at blive permanent lukket, udvidede han derfor krigsretstilstanden til at omfatte begge sider af broen og udstationerede gardere på begge tilkørsler til den nye bro. Red River bridge-selskabets juridiske forbud mod broen blev ophævet den 6. august og samme dag blev også krigsretstilstand i Oklahoma ophævet.
Nyhederne om uenighederne trak overskrifter i både de nationale og internationale medier. Adolf Hitler kan muligvis have antaget at denne episode var et tegn på interne stridigheder som kunne svække den amerikanske føderation.
Den afgiftsfrie bro som var grunden til hele konflikten blev åbnet for offentlig trafik på Labor Day, den 7. september 1931. Broen blev erstattet af en ny og moderne bro i 1995, dog blev en del af broen flyttet til en park i Colbert i Oklahoma som et historisk minde.

## Yderligere læsning
- Rusty Williams, The Red River Bridge War: A Texas-Oklahoma Border Battle (Texas A&M University Press, 2016).